# جولیانا مارگولیس
جولیانا مارگولیس (انگلیسی: Julianna Margulies؛ زادهٔ ۸ ژوئن ۱۹۶۶) یک بازیگر اهل ایالات متحده آمریکا است. وی از سال ۱۹۹۱ میلادی تاکنون مشغول فعالیت بوده‌است.

## بخشی از فیلمشناسی
از فیلم‌ها یا برنامه‌های تلویزیونی که وی در آن نقش داشته‌است می‌توان به آثار زیر اشاره کرد.

### سینما
- در جستجوی عدالت (۱۹۹۱)
- مسافر (۱۹۹۷)
- جاده بهشت (۱۹۹۷)
- پسران نیوتن (۱۹۹۸)
- مردی از مزرعه‌های بهشتی (۲۰۰۱)
- دایناسور (۲۰۰۰، صداپیشه)
- کشتی ارواح (۲۰۰۲)
- اولین (۲۰۰۲)
- جوایز داروین (۲۰۰۶)
- نسل‌کشی ارمنی‌ها (۲۰۰۶)
- مارها در یک هواپیما (۲۰۰۶)
- قیمتی بالای یاقوت (۲۰۰۸)
- جزیره شهر (۲۰۰۹)

### تلویزیون
- بخش فوریت‌های پزشکی (۱۹۹۴–۲۰۰۰، ۲۰۰۹)
- همسر خوب (۲۰۰۹–۲۰۱۶)
- منطقه پر خطر (2019)